# Аренсхаузен
Аренсхаузен (њем. Arenshausen) општина је у њемачкој савезној држави Тирингија. Једно је од 89 општинских средишта округа Ајхсфелд. Према процјени из 2010. у општини је живјело 1.002 становника. Посједује регионалну шифру (AGS) 16061001.

## Географски и демографски подаци
Аренсхаузен се налази у савезној држави Тирингија у округу Ајхсфелд. Општина се налази на надморској висини од 202 метра. Површина општине износи 5,8 km². У самом мјесту је, према процјени из 2010. године, живјело 1.002 становника. Просјечна густина становништва износи 173 становника/km².